# 나가이 다카시
나가이 다카시(永井 隆 나가이 타카시[*], 1908년 2월 3일 ~ 1951년 5월 1일)는 일본의 가톨릭 의사로 방사선과를 전공했다. 나가사키 원자폭탄 투하 생존자이며 작가이다. 기도와 봉사의 삶을 살며 "나가사키의 성자"라는 별명을 얻었다.

## 생애
나가이는 1908년 시마네현 마쓰에시에서 태어났다. 1930년 어머니가 뇌출혈로 사망하자 블레즈 파스칼의 저작에 감명을 받아 가톨릭으로 개종했다. 1932년 나가사키 의과대학을 졸업했다. 1934년 세례를 받았으며 세례명은 바오로(Paul)이다. 1930년대에 만주와 중국에서 군의관으로 복무했으며, 귀국하고 일본에서 부상자를 진료하다가 1945년 6월 백혈병을 진단받았다. 8월 9일 나가사키 원자폭탄 투하 당시 폭심지에서 700m 떨어진 나가사키 의과대학 병원에서 근무하던 중 피폭하여 머리 오른쪽 동맥을 부상당했으며, 자택에 있던 부인은 사망하였다.
1945년 10월 나가사키 우라카미에 돌아와 가족들과 기거하기 시작했으며 1947년 지역 교회에서 건물을 기여받아 뇨코도(如己堂)로 명명하고 살면서 저술과 교육 활동을 했다. 1948년 10월 헬렌 켈러의 방문을 받았으며, 1949년에는 히로히토 천황과 노먼 길로이 주교의 방문을 받았다. 그러나 백혈병의 악화로 끝내 1951년 5월 1일 사망하였다. 저서로 《나가사키의 종》(長崎の鐘, 1946) 등이 있다.